# Oligoryzomys longicaudatus
Oligoryzomys longicaudatus är en däggdjursart som först beskrevs av Bennett 1832.  Oligoryzomys longicaudatus ingår i släktet Oligoryzomys och familjen hamsterartade gnagare. IUCN kategoriserar arten globalt som livskraftig. Inga underarter finns listade i Catalogue of Life.
Denna gnagare förekommer med flera från varandra skilda populationer i Argentina och Chile. Den lever i Anderna och i delar av Patagoniens lågland. Arten vistas i olika slags skogar och i stäpper.